# 克斯滕·奈塞尔
克斯滕·奈塞尔（德語：Kersten Neisser，1956年5月4日—），德国女子赛艇运动员。她曾代表东德参加1980年夏季奥林匹克运动会赛艇比赛，获得女子八人单桨有舵手金牌。